# 알두하일 SC
알두하일 SC(아랍어: نادي الدحيل الرياضي)은 카타르의 축구 클럽이다. 홈구장은 도하에 위치한 압둘라 빈 할리파 경기장이다.

## 역사
레크위야는 1938년 알슈르타라는 이름으로 창단되었고, 2010년 1월 레크위야로 이름을 변경하였다. 레크위야는 카타르 클럽 중 재정 규모가 가장 크다.
2009-10 시즌 카타르 2부 리그에서 우승을 한 뒤 카타르 스타스 리그에서의 첫 시즌에 레크위야는 우승을 차지하였다. 이는 클럽 역사상 첫 우승이었다. 2010년 카타르 셰이크 자셈 컵에서는 결승전에 진출하였지만 결승전에서 알아라비에 패하며 준우승에 머물렀다.
2017년 4월 엘자이시 SC와의 전격 통합이 발표되었고, 카타르 스타스 리그 2017-18 시즌부터 알두하일 SC라는 이름으로 새롭게 출발한다.

## 기록

### 최다 출장자
2017년 9월 2일 기준 

현재 구단에 소속되어 있는 선수는 볼드체로 기입되어 있다.
| # | 국적     | 선수            | 출장연도 | 출장수 |
| - | -------- | --------------- | -------- | ------ |
| 1 | 카타르   | 카림 부디아프   | 2010–    | 192    |
| 2 | 카타르   | 모함메드 무사   | 2009–    | 185    |
| 3 | 카타르   | 루이스 주니오르 | 2010–    | 182    |
| 4 | 카타르   | 칼리드 무프타   | 2010–    | 180    |
| 5 | 대한민국 | 남태희          | 2012–    | 177    |

### 최다 득점자
| # | 국적     | 선수              | 출장연도  | 득점수 |
| - | -------- | ----------------- | --------- | ------ |
| 1 | 대한민국 | 남태희            | 2012–     | 66     |
| 2 | 튀니지   | 유세프 므사크니   | 2012–     | 58     |
| 3 | 카타르   | 세바스티안 소리아 | 2012–2015 | 50     |
| 4 | 모로코   | 유세프 엘아라비   | 2016–     | 32     |
| 5 | 카타르   | 알리 아피프       | 2012-     | 22     |

## 우승 기록
- 카타르 스타스 리그: 1

2010/11

## 선수 명단

### 현역
참고: FIFA 자격 규정에 따라 소속된 국가대표팀 국기를 표시합니다. 선수는 복수의 FIFA 비회원국 국적을 가지고 있을 수 있습니다.
| 번호 | 포지션 | 국적   | 이름            |
| ---- | ------ | ------ | --------------- |
| 11   | FW     | 카타르 | 알모에즈 알리   |
| 14   | FW     | 케냐   | 마이클 올룽가   |
| 30   | GK     |        | 바우티스타 버크 |

| 번호 | 포지션 | 국적 | 이름 |
| ---- | ------ | ---- | ---- |

## 역대 감독
| 감독              | 임기      |
| ----------------- | --------- |
| 에릭 헤러츠       | 2012~2014 |
| 미카엘 라우드루프 | 2014~2015 |
| 자멜 벨마디       | 2015~2018 |
| 나빌 말룰         | 2018~2019 |
| 왈리드 레그라귀   | 2020      |
| 루이스 카스트루   | 2021~2012 |
| 에르난 크레스포   | 2022~2023 |
| 크리스토프 갈티에 | 2023 ~    |